# الحركة من أجل الديمقراطية والعدالة في تشاد
الحركة من أجل الديمقراطية والعدالة في تشاد هي جماعة متمردة تشادية حاولت الإطاحة بحكومة الرئيس التشادي إدريس ديبي من أكتوبر 1998 إلى 2003. أسس الحركة يوسف توغومي وزير دفاع ديبي السابق، وعملت بشكل أساسي في بوركو-إينيدي-تيبستي وجبال تيبستي.
على الرغم من أن الحركة قاتلت في الغالب ضد الجيش التشادي، فقد اتُهموا باغتيال رئيس حزب معارض في عام 1999، لكن لا يوجد دليل يدعم هذا الادعاء.
بدأت الحركة التفاوض مع الحكومة التشادية في يناير 2002 ووقعت معاهدة تمنح العفو لجميع متمردي الحركة الذين توقفوا عن القتال. واصلت بقايا من الحركة النضال على نطاق أصغر حتى تم توقيع اتفاقية أخرى في ديسمبر 2003. وقد ضمن هذا الاتفاق مناصب حكومية رفيعة المستوى لأعضاء الحركة. توفي توغوي في سبتمبر 2002 في مستشفى ليبي متأثراً بجروحه التي أصيب بها قبل أيام قليلة عندما اصطدمت شاحنته بلغم أرضي مدفون في ليبيا.